# ولادیمیر ماشکوف
ولادیمیر لوویچ ماشکوف  (زاده ۲۷ نوامبر ۱۹۶۳) بازیگر صربستانی است.
از فیلم‌های معروفی که او در آن بازی کرده‌است، می‌توان به من ایوان، تو آبراهام، مأموریت غیرممکن۴، ۱۵ دقیقه، پشت خطوط دشمن، رقص در بلو ایگوانا و خدمه پرواز اشاره کرد.